# 冈萨雷斯诉卡哈特案
冈萨雷斯诉卡哈特案（Gonzales v. Carhart，550 U.S.(2007)），是近年美國聯邦最高法院對於婦女墮胎問題的重要案例，最高法院推翻下級法院見解，認為2003年經由美國總統小布希簽署的聯邦部份生產墮胎法（partial-birth abortion ban act）合憲。

## 事實
針對2003年美國國會通過，並經由小布什簽署的聯邦「部份生產墮胎法」（partial-birth abortion ban act），禁止採取intact D&E （页面存档备份，存于）墮胎手術，遭三個地區法院宣告違憲，並有兩個上訴法院亦宣告違憲。
聯邦最高法院受理此案，在5比4的情況下，認為該法並未對於婦女的墮胎權增加過度負擔而合憲。

## 理由
仍承認Roe案與Casey案為有拘束力（controlling）的先例，但認為本案與Stenberg案不同，由於該案州法的爭議，與本案聯邦法爭議相較，較為模糊（ambiguous）。由於州對於保持胎兒的生命，具有實質（substantial）利益，此可以作為合理的基礎，對於整個懷孕期間進行立法，而非僅僅針對viability之後。
該法僅對intact D﹠E墮胎手術（一般稱為半生產墮胎）進行限制，而不包含最通用的D﹠E程序，係在極度限縮(narrowly)的情況下所訂定，並未對墮胎權施加過度負擔，且係符合州對於保持胎兒的利益所訂定。
法院認為，被告並未證明，國會缺乏「立法禁止墮胎」的權力。且設若醫學界並未達成共識，國會仍有權力立法。
由於國會發現intact D﹠E在醫學上是不必要的，因此無須訂定保護孕婦的健康的例外，即便某些醫療團體認為是必要的。每當「醫學上的不確定性」（medical uncertainty）出現，便要求例外規定，會對於醫學專業的立法，施加過多的限制。但是法院仍保持著可能性，假如發生必須採取intact D ﹠E，以保護婦女健康的案件出現時，仍可對該法的合憲性進行挑戰。

## 協同意見
目前關於墮胎的實務見解，並不具有憲法基礎。應明白推翻羅訴韋德案案。

## 不同意見
多數意見忽視有關墮胎的先例，令人擔憂，應從「personal autonomy and equal citizenship」的角度出發，而非隱私權，應從婦女自主的角度，決定其生命的課題。

## 外部連結
- 墮胎政策，美國最高法院逆轉 （页面存档备份，存于）
- 美國高法裁決使墮胎問題再成熱點
- Gonzales v. Carhart(2007) 對美國墮胎權的影響